# Seznam prvih dosežkov slovenskih žensk
Seznam prvih dosežkov slovenskih žensk.

## Seznam
| Datum             | Ime                        | Mejnik                                                                                |
| ----------------- | -------------------------- | ------------------------------------------------------------------------------------- |
| 1848              | Fany Hausmann              | Prva slovenska pesnica                                                                |
| 7. oktober 1870   | Rozalija Škantar           | Prva ženska na Triglavu                                                               |
| 1900              | Ivanka Anžič Klemenčič     | Prva slovenska poklicna novinarka                                                     |
| 14. februar 1907  | Eleonora Jenko Groyer      | Prva Slovenka z diplomo iz medicine                                                   |
| 22. julij 1911    | Ana Štěrba-Böhm            | Prva Slovenka z doktoratom iz kemije                                                  |
| 15. julij 1920    | Ana Kansky                 | Prva oseba, ki je prejela doktorat znanosti Univerze v Ljubljani                      |
| jesen 1932        | Kristina Gorišek Novaković | Prva slovenska letalka                                                                |
| 1936              | Danica Melihar Lovrečič    | Prva slovenska (in jugoslovanska) policistka                                          |
| 5. januar 1938    | Ema Krška                  | Prva slovenska svetnica                                                               |
| 1948              | Mira Danilova              | Prva ženska prejemnica Prešernove nagrade                                             |
| 1964              | Vera Kolarič               | Prva ženska županja Maribora                                                          |
| 1982              | Tina Tomlje                | Prva ženska županja Ljubljane                                                         |
| 7. oktober 1990   | Marija Štremfelj           | Prva Slovenka na Mount Everestu                                                       |
| 9. januar 1998    | Miroslava Geč Korošec      | Prva ženska sodnica Ustavnega sodišča RS                                              |
| 11. november 2001 | Dragica Wedam Lukić        | Prva ženska predsednica Ustavnega sodišča RS                                          |
| 29. januar 2003   | Lucija Čok                 | Prva rektorica Univerze na Primorskem                                                 |
| 1. oktober 2005   | Andreja Kocijančič         | Prva rektorica Univerze v Ljubljani                                                   |
| 20. marec 2013    | Alenka Bratušek            | Prva ženska predsednica vlade RS                                                      |
| 31. julij 2012    | Urška Žolnir               | Prva ženska dobitnica zlate olimpijske medalje v individualnih športih (OI v Londonu) |
| 19. februar 2014  | Tina Maze                  | Prva ženska dobitnica zlate medalje na zimskih olimpijskih igrah (OI v Sočiju)        |
| 13. maj 2022      | Urška Klakočar Zupančič    | Prva ženska predsednica DZ RS                                                         |
| 23. december 2022 | Nataša Pirc Musar          | Prva ženska predsednica RS                                                            |
| 21. januar 2024   | Ana Žigić                  | Prva Slovenka, ki je preveslala Atlantik                                              |